# Schönborn (Palatinat)
Pour les articles homonymes, voir Schönborn.
Schönborn est une municipalité allemande située dans le land de Rhénanie-Palatinat et l'arrondissement du Mont-Tonnerre.